# Божин Павловски
Божин Павловски (Жван, 7. јануар 1942) македонски је новинар, писac, издавач и члан Македонскe академијe наука и уметности. Живи и ради у Скопљу и Мелбурну.
У својим романима Павловски пише о сеобама и искорењивању Македонаца са завичајних огњишта. Његова дела превођена су на више језика, а роман Вест Ауст, објављен 1977. године, је први македонски роман преведен на француски. Основач је македонске издавачке куће Мисла и аустралијске АЕА, која издаје листове Денес и Македонија Денес.

## Биографија
Божин Павловски рођен је 1942. године у селу Жван у југозападној Македонији (Општина Демир Хисар). У Битољу је завршио средњу ветеринарску школу, па је кратко време радио као ветеринарски техничар на Убу, али се убрзо вратио у Македонију.
Почетком 60-их Павловски се преселио у Скопље. Године 1971. дипломирао је југословенску књижевност на Универзитету „Св. Кирил и Методиј“ у Скопљу. У младости као филмски критичар у дневном листу Нова Македонија и репортер у листу Млади борац. Дуго је био главни и одговорни уредник и директор тада највеће издавачке куће Мисла, која је почела са радом 1965. године, прво као емисија за културу и уметност, а нешто касније и као издавачка кућа. Била је издавач великог броја дела готово свих познатих македонских писаца и песника у периоду од 1960. до 1999. године.
Године 1975. одлази у Аустралију, где руководи екипом која је по његовом сценарију снимила документарни филм Аустралија, Аустралија. Следеће године филм је добио Гран при за најбољи филм на Београдском фестивалу документарног филма. Током 1976. године боравио је на Тајланду, у Јапану, Сингапуру и Хонгконгу. Деведесетих се преселио у Мелбурн, где је 1992. основао издавачку кућу АЕА. Ова издавачка кућа издаје листове Денес и Македонија денес, који су међу најутицајнијим етничким новинама у Аустралији, Сједињеним Државама и Канади.
Павловски је 1996. године постао главни уредник издавачке куће „Матица македонска“ из Скопља. Од 1964. до 2013. Био је члан Македонске академије наука и уметности и Друштва писаца Македоније. Због лустрацијског поступка који је над њим поведен иступио је из ових институција.
Данас Божин Павловски живи и ради у Мелбурну у Аустралији. Активан је у македонској заједници.

### Контроверзе
- Иако је добитник многих престижних књижевних награда, каријеру Божина Павловског прате и негативне критике његовог дела. О некима се у више наврата говорило као о некој врсти плагијата.[4]
- Комисија за верификацију чињеница Републике Македоније је у јулу 2013. године спровела лустрацијски поступак против Божина Павловског и утврдила да је сарађивао са тајним службама бивше СФРЈ. Удружење књижевника Македоније и неки академици оштро су реаговали против ове одлуке. У знак протеста Божин Павловски је повукао чланство у Македонској академији наука и уметности и Друштву писаца Македоније. У јануару 2017. Високи управни суд Републике Македоније поништио је решење о лустрацији академика Божина Павловског због „погрешно и непотпуно утврђеног чињеничног стања”.[5]

## Награде
за своја дела Божин Павловски вишеструко је награђиван. Међу наградама су:
- Рациново признање (Рациново признание, 2006. за роман Лепотица и Мародер)[8]
- Награда 11 Oктомври (троструки добитник: 1971. за највећа достигнућа у култури и уметности, 1979. за роман Вест Ауст, 2008. за животно дело у уметности)
- Награда „Стале Попов“
- „Гоцева повелба“
- Награда „Кочо Рацин“ (1973. за роман Дува)
- Награда за најпродаванију књигу на Међународном сајму књига у Скопљу (2002. за књигу Роман за моето заминување)
- Интербалканска награда за књижевност (Солун, 2002.  „Патувањето со Љубената“ ја добил  во Солун (2002 г.).

Носилац је Ордена са златним венцем за изузетна достигнућа у култури и уметности који је додељиван у бившој СФРЈ.